# Пам'ятки Світловодського району
У Світловодському районі Кіровоградської області на обліку перебуває 3 пам'ятки архітектури та 27 пам'яток історії.

## Пам'ятки архітектури
| № пп | Найменування пам’ятки      | Датування     | Місцезнаходження пам’ятки        | Охорон. номер |
| ---- | -------------------------- | ------------- | -------------------------------- | ------------- |
| 1    | Хрестовоздвиженська церква | 1903—1912 р.  | с. Іванівка, вул. Леніна, 147    | 111-Кв        |
| 2    | Старообрядницька церква    | 1912 р.       | с. Микільське, вул. Жовтнева, 55 | 112-Кв        |
| 3    | Преображенська церква      | 1805—1806 рр. | с. Талова Балка                  | 110-Кв        |
|      |                            |               |                                  |               |

## Пам'ятки історії
| № пп | Охорон. номер   | Найменування пам'ятки                                                                     | Місцезнаходження пам'ятки                                                          | Епоха               | Значення   | Рішення                 |
| ---- | --------------- | ----------------------------------------------------------------------------------------- | ---------------------------------------------------------------------------------- | ------------------- | ---------- | ----------------------- |
| 1    | 820             | Братська могила радянських воїнів, поховано 8 воїнів.                                     | с. Арсенівка Глинська с/р центр                                                    | 1943                | місцева    | № 404 від 17.09.69р.    |
| 2    | 1323            | Братська могила радянських воїнів, поховано 60 воїнів.                                    | с. Бабичівка Подорожненська с/р кладовище                                          | 1943                | місцева    | № 149 від 10.05.88р.    |
| 3    | 821             | Братська могила радянських воїнів, поховано 80 воїнів.                                    | с. В-Андрусівка В-Андрусівська с/р центр                                           | 1943                | місцева    | № 404 від 7.09.69р.     |
| 4    | 822             | Пам'ятний знак воїнам-землякам.                                                           | с. В-Андрусівка В-Андрусівська с/р біля будинку культури                           | 1941—1945           | місцева    | № 404 від 17.09.69р.    |
| 5    | 1216            | Пам'ятний знак на честь Дикого М. П. — Героя Радянського Союзу.                           | с. В-Андрусівка В-Андрусівська с/р на будинку культури                             | 1917—1967           | місцева    | № 281 від 16.05.85р.    |
| 6    | 2399            | Пам'ятник воїнам-землякам.                                                                | с. Вільне Павлівська с/р біля клубу                                                | 1941—1945           | місцева    | № 303 від 13.12.93р.    |
| 7    | 2600            | Пам'ятний знак воїнам-землякам.                                                           | с. Калантаїво В-Андрусівська с/р біля клубу                                        | 1941—1945           | місцева    | № 250 від 22.07.96р.    |
| 8    | 824             | Братська могила радянських воїнів, поховано 55 воїнів.                                    | с. Глинськ, Глинська с/р біля с/ради                                               | 1943                | місцева    | № 404 від 17.09.69р.    |
| 9    | 1038            | Пам'ятник воїнам-землякам.                                                                | с. Глинськ Глинська с/р сквер                                                      | 1941—1945           | місцева    | № 301 від 25.06.82р.    |
| 10   | 826 826/1 826/2 | Братська могила радянських воїнів. Пам'ятний знак воїнам-землякам, поховано 207 воїнів.   | с. Григорівка Григорівська с/р біля будинку культури                               | 1941—1945           | місцева    | № 404 від 17.09.69р.    |
| 11   | 828             | Братська могила радянських воїнів, поховано 72 воїни.                                     | с. Захарівка Захарівська с/р біля будинку культури                                 | 1943                | місцева    | № 404 від 17.09.69р.    |
| 12   | 1039            | Пам'ятник Ю. О. Гагаріну — першому космонавту                                             | Світловодський район, Захарівська сільська рада, с. Захарівка, біля сільської ради | 1934—1968 рр.       | місцева    | № 301 від 25.06.1982 р. |
| 13   | 1217            | Пам'ятний знак воїнам, які загинули при форсуванні Дніпра.                                | острів Змитниця Подорожненська с/р Кременчуцьке водосховище                        | 1943                | місцева    | № 281 від 16.05.85р.    |
| 14   | 829             | Братська могила радянських воїнів, поховано 12 воїнів.                                    | с. Іванівка Іванівська с/р біля будинку культури                                   | 1943                | місцева    | № 404 від 17.09.69р.    |
| 15   | 1324            | Пам'ятний знак на честь встановлення радянської влади.                                    | с. Іванівка Іванівська с/р біля с/ради                                             | 1918                | місцева    | № 149 від 10.05.88р.    |
| 16   | 830             | Братська могила радянських воїнів, поховано 330 воїнів.                                   | с. Миронівка Миронівська с/р центр села                                            | 1943                | місцева    | №404 від 17.09.69р.     |
| 17   | 831             | Пам'ятники воїнам-землякам, які загинули в роки громадянської та Великої вітчизняної воєн | с. Миронівка Миронівська с/р біля будинку культури                                 | 1918—1920 1941—1945 | місцева    | № 149 від 10.05.88р.    |
| 18   | 832             | Братська могила радянських воїнів, поховано 72 воїни.                                     | с. Микільське Микільська с/р центр села                                            | 1943                | місцева    | № 404 від 17.09.69р.    |
| 19   | 833             | Пам'ятний знак воїнам-землякам.                                                           | с. Микільське Микільська с/р біля адмін. будинку                                   | 1941—1945           | місцева    | № 404 від 17.09.69р.    |
| 20   | 834             | Братська могила радянських воїнів, поховано 1600 воїнів.                                  | с. Озера Озерська с/р сквер                                                        | 1943                | місцева    | № 404 від 17.09.69р.    |
| 21   | 835 і           | Братська могила радянських воїнів, поховано 147 воїнів                                    | с. Павлівка Павлівська с/р % біля будинку культури                                 | 1943                | місцева 'я | №404 від 17.09.69р.     |
| 22   | 836 836/1 836/2 | Братська могила радянських воїнів. Пам'ятник воїнам-землякам, поховано 280 воїнів.        | с. Подорожнє Подорожненська с/р біля будинку культури                              | 1941—1945           | місцева    | № 404 від 17.09.69р.    |
| 23   | 837             | Пам'ятний знак на честь 25-річчя визволення району.                                       | с. Подорожнє Подорожненська с/р траса Світловодськ — Чигирин                       | 1943                | місцева    | № 404 від 17.09.69р.    |
| 24   | 838             | Братська могила радянських воїнів, поховано 47 воїнів.                                    | с. Талова Балка, Озерська с/р біля клубу                                           | 1943                | місцева    | № 404 від 17.09.69р.    |
| 25   | 839             | Братська могила радянських воїнів, поховано 87 воїнів.                                    | с. Федірки Федірська с/р центр села                                                | 1943                | місцева    | № 404 від 17.09.69р.    |
| 26   | 1218            | Пам'ятний знак воїнам-землякам.                                                           | с. Федірки Федірська с/р Центр                                                     | 1941—1945           | місцева    | № 281 від 17.09.85р.    |
| 27   | 1325            | Пам'ятний знак на честь встановлення радянської влади.                                    | с. Миронівка Миронівська с/р. сільська рада                                        | 1918                | місцева    | № 149 від 10.05.88р.    |
|      |                 |                                                                                           |                                                                                    |                     |            |                         |